# رحلة الإنتقام (مسلسل)
رحلة الإنتقام  مسلسل إماراتي وهو مغامرات تاريخية تمثيل روحي الصفدي،زهير النوباني، أحمد الجسمي، محمد الجناحي،حبيب غلوم،مرعي الحليان،محمد العامري، إخراج جابر ناصر آل رحمة عرض في 26 اكتوبر 2003. عدد الحلقات 16 ومدة كل حلقة 45 دقيقة.

## ملخص المسلسل
تدور الأحداث في إطار الصراع الأزلي الدائم بين الخير والشر، ليصبح الخير دائمًا في خطر وانعدام سلام.

## فريق العمل

### المؤلف
- عبدالله صالح - محمد ديب

### المخرج
- جابر ناصر آل رحمة

### الممثلين
- روحي الصفدي
- زهير النوباني بدور (أبا رأسين)
- أحمد الجسمي
- محمد الجناحي
- حبيب غلوم
- مرعي الحليان بدور (الأخرس)
- محمد العامري بدور (قاسم)